# Studio Ghibli
Lo Studio Ghibli (株式会社スタジオジブリ?, Kabushiki-gaisha Sutajio Jiburi) è uno studio cinematografico di film d'animazione giapponese fondato nel 1985 a Tokyo da Hayao Miyazaki, Isao Takahata, Toshio Suzuki e Yasuyoshi Tokuma.
I film realizzati sono tra i più visti nella storia del Giappone, e sono stati acclamati sia dalla critica giapponese sia da quella occidentale, al punto che il critico Roger Ebert ha classificato Il mio vicino Totoro e Kiki - Consegne a domicilio tra i più bei film per bambini mai realizzati, e Janet Maslin del New York Times ha definito Princess Mononoke una pietra miliare del cinema d'animazione. Nel 2003 e nel 2024 Hayao Miyazaki ha vinto l'Oscar al miglior film d'animazione con La città incantata e Il ragazzo e l'airone diventando così il primo (e finora l'unico) regista di anime a ricevere tale riconoscimento. Nel 2006 e nel 2014 vennero candidati agli Oscar come miglior film d'animazione due film dello Studio Ghibli diretti da Hayao Miyazaki, Il castello errante di Howl, e Si alza il vento, ma entrambi persero in favore di, rispettivamente, Wallace & Gromit - La maledizione del coniglio mannaro e Frozen - Il regno di ghiaccio; tuttavia Il castello errante di Howl è stato anche presentato in concorso alla 61ª Mostra internazionale d'arte cinematografica di Venezia, vincendo il Premio Osella per il migliore contributo tecnico. Nel 2005, in concomitanza con la 62ª Mostra internazionale d'arte cinematografica di Venezia, Miyazaki è stato premiato con il Leone d'oro alla carriera.

## Storia

### La nascita

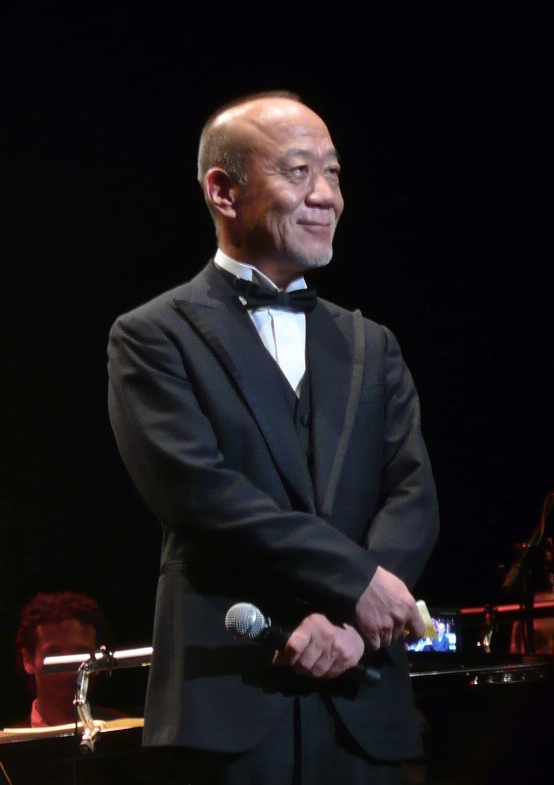
Il compositore Joe Hisaishi, autore delle colonne sonore di numerosi film dello Studio Ghibli

Negli anni settanta gli animatori Hayao Miyazaki e Isao Takahata stavano lavorando nella compagnia Nippon Animation alla produzione di alcuni anime destinati alla televisione come Marco e Anna dai capelli rossi, parte della serie World Masterpiece Theater e Heidi. Col passare del tempo le limitazioni di tema, tempo e denaro convinsero Miyazaki e Takahata che nella Nippon Animation non avrebbero potuto realizzare liberamente i propri progetti, opere di alta qualità «in grado di immergere lo spettatore in profondità nella mente umana, e di trasmettergli in modo realistico le gioie e i dolori della vita». Nel 1979 Hayao Miyazaki realizzò per la Tokyo Movie Shinsha il suo primo lungometraggio (Lupin III - Il castello di Cagliostro) e nel 1983 iniziò la lavorazione del secondo (Nausicaä della Valle del vento), tratto da un suo fumetto omonimo edito dalla Tokuma Shoten di Yasuyoshi Tokuma. Il film, distribuito nel 1984, ebbe un discreto successo: tuttavia la Topcraft, che si era occupata dell'animazione, fallì poco dopo e Miyazaki, assieme al produttore Toshio Suzuki ed al finanziatore Tokuma, dovette cercare un altro studio che realizzasse i suoi futuri progetti. Alla fine, anche grazie ad un suggerimento di Takahata, i tre fondarono lo Studio Ghibli il 15 giugno 1985. Takahata, nonostante numerose sollecitazioni, rifiutò sempre ogni carica formale all'interno del nuovo studio, affermando che "gli autori non dovrebbero assumere ruoli dirigenziali".
Tokuma lasciò carta bianca per la produzione di futuri film; nei primi anni, per mantenere al minimo il rischio di flop, vennero impiegati 70 animatori a tempo determinato, mentre la sede dello studio era semplicemente un piano affittato in un edificio a Kichijoji, un sobborgo di Tokyo. I primi film ufficiali dello Studio Ghibli furono Laputa - Il castello nel cielo, Il mio vicino Totoro e Una tomba per le lucciole, che ebbero un discreto successo al botteghino giapponese e furono acclamati dalla critica. La produzione de Il mio vicino Totoro e di Una tomba per le lucciole fu molto intensa, poiché i registi volevano che i due film, prodotti in contemporanea, avessero la stessa qualità. Sebbene all'uscita nel 1988 non avessero riscosso il successo economico sperato, con gli anni diventarono i più popolari tra i film d'animazione dello studio.

### I successi in patria e all'estero
Il primo vero successo fu Kiki - Consegne a domicilio, diretto da Hayao Miyazaki e distribuito nel 1989. La pellicola fu vista da circa 2,62 milioni di persone e divenne il maggior successo giapponese al botteghino dell'anno. Il film superò le precedenti pellicole dello studio, sia al box office, sia nelle vendite del merchandise, e portò molti cambiamenti nella gestione: furono introdotti contratti a tempo pieno con stipendio fisso (che implicò a un raddoppio dello stipendio del personale), si iniziò ad assumere il personale su base regolare e a promuoverne la formazione. L'aumento delle spese interne portò, d'altra parte, a un aumento dei costi di produzione. All'inizio degli anni novanta, durante la produzione di Porco Rosso, si pensò alla costruzione di una nuova sede. Fino a quel momento quasi 90 persone lavoravano in un ufficio in affitto di 300 metri quadrati, era quindi necessario pensare ad una nuova sede per risolvere il disordine e la baraonda che portava a cali di concentrazione e, di conseguenza, di qualità del prodotto; Miyazaki ne promosse la realizzazione e collaborò con i progettisti per curare la planimetria e l'aspetto finale. Nel 1992 lo studio venne completato, quasi in contemporanea a Porco Rosso. Subito dopo l'uscita del film, i dipendenti si spostarono nel nuovo studio, a Koganei, un sobborgo di Tokyo. Con Pom Poko, uscito nel 1994, si iniziò a utilizzare la CGI per alcune animazioni, mentre con I sospiri del mio cuore, distribuito nell'estate del 1995, lo studio apportò un cambio di ruoli: a Miyazaki fu affidata la produzione e la sceneggiatura del film, mentre della regia si occupò Yoshifumi Kondō, che era stato il direttore dell'animazione de Una tomba per le lucciole, Kiki - Consegne a domicilio, e Pioggia di ricordi. Kondō morì nel 1998, all'età di 47 anni, a causa di un aneurisma cerebrale e nel 2000 morì anche Toru Hara, che era stato amministratore delegato dello studio per 15 anni.
La fama dello Studio Ghibli raggiunse il pubblico occidentale con Princess Mononoke (1997), La città incantata (2001) e Il castello errante di Howl (2004), diretti da Hayao Miyazaki. Questi film sono tuttora fra i film di maggior successo in Giappone. Durante la produzione de La città incantata, Miyazaki portò a termine anche il grande progetto del Museo Ghibli, a Mitaka, inaugurato il 1º ottobre 2001. Il museo nacque con un duplice scopo: espositivo (soprattutto dei materiali di lavorazione dei film) e ricreativo, offrendo al pubblico una ricca varietà di esperienze.
Nel 2002 La città incantata vince l'Orso d'oro al Festival internazionale del cinema di Berlino e, nel 2003, il Premio Oscar quale Miglior film d'animazione.

### Gli ultimi anni
Nel 2006 uscì il primo film diretto dal figlio di Miyazaki, Gorō: I racconti di Terramare. Dal 2008, con Ponyo sulla scogliera, lo Studio Ghibli divenne l'unico studio d'animazione giapponese ad usare solo tecniche di disegno tradizionali per i propri film. Sempre nel 2008, Toshio Suzuki si dimise dopo tre anni di presidenza e gli successe Koji Hashino (ex-presidente della Walt Disney Japan).
Nel settembre 2013, durante la 70ª Mostra internazionale d'arte cinematografica di Venezia in occasione della presentazione del film Si alza il vento (風立ちぬ?, Kaze tachinu) Miyazaki annunciò, tramite il presidente Koji Hashino, il ritiro dalle attività cinematografiche. Alcuni giorni dopo, la decisione venne confermata dallo stesso Miyazaki durante una conferenza stampa in cui il regista giapponese individuò i motivi del ritiro nel tempo impiegato per la realizzazione dei suoi film, non più conciliabile con l'età avanzata. L'8 novembre 2014 l'Academy gli conferì l'Oscar alla carriera.
Il 3 agosto 2014 venne diramato un presunto annuncio, durante un'intervista a Toshio Suzuki, dell'imminente chiusura delle attività produttive dello Studio Ghibli con il mantenimento della sola gestione dei diritti d'autore delle opere prodotte. La notizia, riportata unicamente da un fansite statunitense e rimbalzata immediatamente su Internet destando grande scalpore, fu presto identificata come un errore di traduzione dal giapponese e fu subito dopo smentita da una traduzione più corretta dell'intervista, durante la quale Toshio Suzuki aveva solamente parlato di una ristrutturazione dello studio per la creazione di un nuovo ambiente per la prossima generazione di registi e animatori dopo il ritiro di Miyazaki.
Nel giugno 2015, Hiromasa Yonebayashi, regista di Arrietty - Il mondo segreto sotto il pavimento e di Quando c'era Marnie, dichiarò di aver lasciato lo studio già alla fine del 2014. Poco tempo dopo anche Yoshiaki Nishimura, produttore di vari film dello studio, rese pubblico il suo abbandono per fondare un proprio studio di animazione, lo Studio Ponoc.
Nel luglio 2015, durante una conferenza dello Studio Ghibli a Tokyo, contrariamente a quanto affermato precedentemente circa il suo ritiro, Miyazaki annunciò il suo impegno in un nuovo progetto relativo a un cortometraggio girato in CGI intitolato Kemushi no boro; inoltre, durante lo special televisivo Owaranai hito Miyazaki Hayao andato in onda su NHK il 13 novembre 2016, è stato rivelato in esclusiva che il regista, vista l'insoddisfazione provata per la produzione del corto, sarebbe intenzionato a espanderlo e quindi tornare a lavorare su un nuovo lungometraggio, la cui produzione potrebbe richiedere più di cinque anni di lavorazione. Ad ottobre 2017 con un'intervista il produttore Toshio Suzuki annuncia che il nuovo lungometraggio si sarebbe intitolato Kimi-tachi wa dō ikiru ka, come il romanzo del 1937 E voi come vivrete? di Genzaburō Yoshino (il titolo sarà poi adattato internazionalmente come The Boy and the Heron e, in Italia, come Il ragazzo e l'airone). L'opera viene completata nel 2023 e distribuita nelle sale cinematografiche giapponesi il 14 luglio dello stesso anno, senza alcun tipo di campagna promozionale.
Nel 2024 Il ragazzo e l'airone vince il Premio Oscar, il Golden Globe ed il Premio BAFTA quale Miglior film d'animazione.

## Nome e pronuncia
Il nome dello studio di animazione si rifà al Ghibli, vento caldo tipico del deserto proveniente da sud-est. Fu Hayao Miyazaki, appassionato di aviazione, a scegliere il nome: infatti "Ghibli" era il soprannome del Caproni Ca.309, aereo della Regia Aeronautica concepito per operare in Nordafrica con l'aviazione coloniale. Miyazaki voleva indicare l'entusiasmo e la determinazione nel creare qualcosa di nuovo e sensazionale nel mondo dell'animazione giapponese.
Anche se lo studio prese spunto da una parola scritta con ortografia italiana, la pronuncia adottata in Giappone è «Gibli» con la g dolce, letto [dʑíbɯɽi] .

## Sede
Sede dello studio, a partire dal 1992, è un edificio presso 1-4-25, Kajino-cho Koganei-shi, 184. La struttura, di 1100 m² e circondata da un'area verde, ha quattro piani, di cui uno seminterrato. Il secondo piano è occupato dal reparto artistico, il primo da disegno e produzione, il piano terra da inchiostrazione e coloratura, mentre al piano seminterrato c'è il reparto di fotografia. Al piano terra, inoltre, si trova uno spazio che, sebbene sia chiamato "bar", è usato il più delle volte come sala conferenze o sala mensa.

## Logo
Il logo dello studio, che compare in apertura di tutti i film realizzati a partire da Pioggia di ricordi, raffigura Ō-Totoro ("Grande Totoro") di profilo con Chibi-Totoro ("Piccolo Totoro") poggiato sulla testa, tracciato con una sottile linea bianca su uno sfondo blu, e sotto di essi campeggiano le scritte «Un prodotto Studio Ghibli (スタジオジブリ作品?, Sutajio Jiburi sakuhin)» e «Studio Ghibli».

## Distribuzione

Logo della Lucky Red

I diritti per la distribuzione dei film dello Studio Ghibli sono detenuti da diverse società. Dal 1996, dopo un accordo con la Tokuma Shoten, i prodotti dello studio vengono distribuiti negli Stati Uniti dalla Walt Disney Studios Motion Pictures (ex Buena Vista International), azienda di proprietà della Disney. Garanzia dell'accordo era il fornire un doppiaggio di qualità (per esempio quello de La città incantata fu supervisionato da John Lasseter, fondatore della Pixar e amico di Miyazaki, mentre quello de Il castello errante di Howl fu supervisionato da Pete Docter) senza mutamenti dei dialoghi non accettati dallo studio. Dal settembre 2011, GKIDS detiene i diritti di distribuzione cinematografica, mentre alla Disney sono rimasti quelli di distribuzione in home video.
A livello internazionale i film Studio Ghibli sono distribuiti anche da StudioCanal (Regno Unito), Wild Bunch (Francia ed altri Paesi europei; rinominata in Goodfellas dal 2023) e Madman Entertainment (Australia e Nuova Zelanda).

### Edizioni italiane
In Italia, escludendo Nausicaä della Valle del Vento trasmesso in TV su Rai 1 nel 1987, il primo film distribuito dello studio fu Una tomba per le lucciole, pubblicato in VHS dalla Yamato Video nel 1995 in un'edizione poi più volte ristampata negli anni anche in DVD. Solo dal 2000 iniziò una prima distribuzione continuativa, quando Buena Vista Italia, grazie al contratto di distribuzione stipulato fra Disney e Tokuma Shoten, distribuì al cinema ed in home video Princess Mononoke e poi direttamente in DVD Kiki - Consegne a domicilio e Laputa - Castello nel cielo. Intanto, nel 2003 Mikado Film distribuì al cinema La città incantata, poi edito in DVD più volte da Universal. Buena Vista aveva inoltre commissionato un ridoppiaggio di Nausicaä ed edizioni italiane degli inediti Porco Rosso, I sospiri del mio cuore e Il mio vicino Totoro di cui venne più volte annunciata la pubblicazione: ma a fine 2005 l'editore rinunciò ai diritti di quasi tutti i film Ghibli per motivi non chiariti, cancellò tutte le nuove uscite e realizzò solo ristampe di Kiki e Mononoke finché anche i diritti di quei film scaddero nel 2008.
A partire dal 2005 la distribuzione dei film dello studio è affidata alla Lucky Red, che ha distribuito tutte le opere di Hayao Miyazaki e tutte le nuove uscite successive al 2000 sia al cinema sia in home video ed i film rimanenti direttamente in home video, realizzando ridoppiaggi per tutte le produzioni già edite in Italia. L'unica eccezione è avvenuta per Una tomba per le lucciole, ancora oggi edito da Yamato Video/Koch Media, nonostante anche questo sia stato ridistribuito al cinema nel 2015 e ripubblicato in DVD e Blu-Ray con un nuovo doppiaggio e con il titolo modificato in La tomba delle lucciole. L'adattamento dei dialoghi e la direzione dei doppiaggi per Lucky Red (e per La tomba delle lucciole) sono stati affidati a Gualtiero Cannarsi, che aveva già lavorato su buona parte dei film distribuiti da Buena Vista. L'edizione Lucky Red dell'intero catalogo Ghibli disponibile all'epoca è stata completata nel 2016.
Tra il 2008 e il 2014 la Rai ha trasmesso solo 4 film tra cui Il castello errante di Howl, il mio vicino Totoro, Ponyo sulla scogliera e I racconti di Terramare.
Dal 2020 i film Ghibli (tranne Una tomba per le lucciole) sono distribuiti in streaming da Netflix in tutto il mondo tranne Giappone e Nordamerica; le prime sette pellicole (Laputa - Castello nel cielo, Il mio vicino Totoro, Kiki - Consegne a domicilio, Pioggia di ricordi, Porco Rosso, Si sente il mare e I racconti di Terramare) sono disponibili dal 1º febbraio, altre sette (Nausicaä della Valle del vento, Princess Mononoke, I miei vicini Yamada, La città incantata, La ricompensa del gatto, Arrietty e La storia della Principessa Splendente) dal 1º marzo e le restanti sette (Pom Poko, I sospiri del mio cuore, Il castello errante di Howl, Ponyo sulla scogliera, La collina dei papaveri, Si alza il vento e Quando c'era Marnie) dal 1º aprile. I film avranno sottotitoli in 28 lingue e fino a 20 doppiaggi. Per la lingua italiana vengono riutilizzati i doppiaggi prodotti da Lucky Red.
La Lucky Red ha poi distribuito nel 2021 il nuovo film dello Studio Earwig e la strega, nella cui edizione italiana, per la prima volta, Gualtiero Cannarsi è sostituito nei ruoli di adattatore e direttore del doppiaggio rispettivamente da Roberta Bonuglia e Massimiliano Alto. Nel 2024 l'edizione italiana de Il ragazzo e l'airone vede riconfermata Roberta Bonuglia all'adattamento, mentre la direzione del doppiaggio passa ad Alessandro Rossi.
Dal 2022 la Lucky Red inizia a ridistribuire alcuni film dello Studio Ghibli nei cinema italiani durante il periodo estivo, attraverso la rassegna "Un mondo di sogni animati". Le prime due edizioni sono dedicate ai principali film di Hayao Miyazaki; la terza (luglio 2024) riguarda le opere di Isao Takahata e include le prime distribuzioni cinematografiche regolari in italiano di Pioggia di ricordi, Pom Poko e I miei vicini Yamada.
Nel 2024 Nickelodeon e Super! hanno trasmesso in prima visione i film La città incantata, Kiki - Consegne a domicilio e Laputa - Castello nel cielo. Anche in tal caso, vennero utilizzati i doppiaggi Lucky Red.

### Politica sugli adattamenti all'estero
Lo studio è ben noto per essere molto severo sulla politica del "niente tagli" nella distribuzione dei propri film fuori dal Giappone. Ciò è dovuto al primo adattamento statunitense di Nausicaä della Valle del vento: al momento nella sua uscita negli Stati Uniti era stata distribuita una versione intitolata I guerrieri del vento con grossi tagli e riscritture della storia. Nel 1994, inoltre, Fox Video aveva distribuito una versione con grossi rimaneggiamenti nei dialoghi de Il mio vicino Totoro.
Negli anni '90 lo Studio si accordò con la Disney per la distribuzione dei propri film nel mercato americano con un doppiaggio in inglese. Princess Mononoke sarebbe dovuto uscire sotto l'etichetta Miramax, il cui co-presidente, Harvey Weinstein, era noto per la sua tendenza a distribuire i film stranieri con delle modifiche al montaggio e al minutaggio; Suzuki avrebbe quindi fatto recapitare al produttore un pacco contenente una katana e un biglietto con su scritto «niente tagli». Questo aneddoto è stato smentito dal produttore Steve Alpert, che seguiva la distribuzione in occidente, e attribuisce la causa di questo a una interpretazione sbagliata nella traduzione. In seguito è stato chiarito che non fu lo stesso Miyazaki a mandare il messaggio e che la lettera contenesse solo un'immagine di una katana. Weinstein insistette per accorciare la durata del film da 135 a 90 minuti, tuttavia Miyazaki si oppose con successo e il film uscì negli Stati Uniti col minutaggio originale.

## Impatto culturale
Con gli anni lo Studio Ghibli è diventato molto celebre sia in Giappone sia nel resto del mondo: infatti su 21 lungometraggi, 18 hanno su Rotten Tomatoes un indice di gradimento da parte della critica specializzata superiore all'80%, mentre gran parte dei suoi film sono tra quelli più visti del Sol Levante. Nel tempo, inoltre, ha attirato verso di sé un gran numero di ammiratori, facendo diventare i propri film, soprattutto in patria, un fenomeno di massa.

## Lavori dello Studio Ghibli

### Lungometraggi animati
Sebbene Nausicaä della Valle del vento (風の谷のナウシカ?, Kaze no tani no Naushika) venga spesso considerato un film dello Studio Ghibli, in realtà è stato realizzato prima della sua fondazione.
| Nº | Logo | Titolo                                                                                              | Data di uscita   | Regia                | Sceneggiatura                                  | Colonna sonora      | Incassi          |
| -- | ---- | --------------------------------------------------------------------------------------------------- | ---------------- | -------------------- | ---------------------------------------------- | ------------------- | ---------------- |
| 1  |      | Laputa - Castello nel cielo (天空の城ラピュタ?, Tenkū no shiro Rapyuta)                             | 2 agosto 1986    | Hayao Miyazaki       | Hayao Miyazaki                                 | Joe Hisaishi        | 583 000 000 ¥    |
| 2  |      | Il mio vicino Totoro (となりのトトロ?, Tonari no Totoro)                                            | 16 aprile 1988   | Hayao Miyazaki       | Hayao Miyazaki                                 | Joe Hisaishi        | 3 340 000 000 ¥  |
| 3  |      | Una tomba per le lucciole (火垂るの墓?, Hotaru no haka)                                             | 16 aprile 1988   | Isao Takahata        | Isao Takahata                                  | Michio Mamiya       | 57 000 000 ¥     |
| 4  |      | Kiki - Consegne a domicilio (魔女の宅急便?, Majo no takkyūbin)                                      | 29 luglio 1989   | Hayao Miyazaki       | Hayao Miyazaki                                 | Joe Hisaishi        | 2 150 000 000 ¥  |
| 5  |      | Pioggia di ricordi (おもひでぽろぽろ?, Omohide poro poro)                                           | 20 luglio 1991   | Isao Takahata        | Isao Takahata                                  | Katz Hoshi          | 1 870 000 000 ¥  |
| 6  |      | Porco Rosso (紅の豚?, Kurenai no buta)                                                              | 18 luglio 1992   | Hayao Miyazaki       | Hayao Miyazaki                                 | Joe Hisaishi        | 2 800 000 000 ¥  |
| 7  |      | Si sente il mare (海がきこえる?, Umi ga kikoeru)                                                    | 5 maggio 1993    | Tomomi Mochizuki     | Keiko Niwa                                     | Shigeru Nagata      | 10 000 000 ¥     |
| 8  |      | Pom Poko (平成狸合戰ぽんぽこ?, Heisei tanuki gassen Ponpoko)                                        | 16 luglio 1994   | Isao Takahata        | Isao Takahata                                  | Shang Shang Typhoon | 2 630 000 000 ¥  |
| 9  |      | I sospiri del mio cuore (耳をすませば?, Mimi wo sumaseba)                                           | 15 luglio 1995   | Yoshifumi Kondō      | Hayao Miyazaki                                 | Yuji Nomi           | 1 850 000 000 ¥  |
| 10 |      | Princess Mononoke (もののけ姫?, Mononoke-hime)                                                      | 12 luglio 1997   | Hayao Miyazaki       | Hayao Miyazaki                                 | Joe Hisaishi        | 11 300 000 000 ¥ |
| 11 |      | I miei vicini Yamada (ホーホケキョとなりの山田くん?, Hōhokekyo tonari no Yamada-kun)                | 17 luglio 1999   | Isao Takahata        | Isao Takahata                                  | Akiko Yano          | 16 000 000 ¥     |
| 12 |      | La città incantata (千と千尋の神隠し?, Sen to Chihiro no kamikakushi)                               | 20 luglio 2001   | Hayao Miyazaki       | Hayao Miyazaki                                 | Joe Hisaishi        | 52 487 200 000 ¥ |
| 13 |      | La ricompensa del gatto (猫の恩返し?, Neko no ongaeshi)                                             | 12 luglio 2002   | Hiroyuki Morita      | Reiko Yoshida                                  | Yuji Nomi           | 6 480 000 000 ¥  |
| 14 |      | Il castello errante di Howl (ハウルの動く城?, Hauru no ugoku shiro)                                 | 20 novembre 2004 | Hayao Miyazaki       | Hayao Miyazaki                                 | Joe Hisaishi        | 34 896 215 000 ¥ |
| 15 |      | I racconti di Terramare (ゲド戦記?, Gedo senki)                                                     | 29 luglio 2006   | Gorō Miyazaki        | Gorō Miyazaki, Keiko Niwa                      | Tamiya Terashima    | 7 600 000 000 ¥  |
| 16 |      | Ponyo sulla scogliera (崖の上のポニョ?, Gake no ue no Ponyo)                                        | 19 luglio 2008   | Hayao Miyazaki       | Hayao Miyazaki                                 | Joe Hisaishi        | 14 228 000 000 ¥ |
| 17 |      | Arrietty - Il mondo segreto sotto il pavimento (借りぐらしのアリエッティ?, Karigurashi no Arrietty) | 17 luglio 2010   | Hiromasa Yonebayashi | Hayao Miyazaki, Keiko Niwa                     | Cécile Corbel       | 8 947 000 000 ¥  |
| 18 |      | La collina dei papaveri (コクリコ坂から?, Kokuriko-zaka kara)                                       | 16 luglio 2011   | Gorō Miyazaki        | Hayao Miyazaki, Keiko Niwa                     | Satoshi Takebe      | 4 460 000 000 ¥  |
| 19 |      | Si alza il vento (風立ちぬ?, Kaze tachinu)                                                          | 20 luglio 2013   | Hayao Miyazaki       | Hayao Miyazaki                                 | Joe Hisaishi        | 11 639 000 000 ¥ |
| 20 |      | La storia della Principessa Splendente (かぐや姫の物語?, Kaguya-hime no monogatari)                 | 23 novembre 2013 | Isao Takahata        | Isao Takahata, Riko Sakaguchi                  | Joe Hisaishi        | 2 470 000 000 ¥  |
| 21 |      | Quando c'era Marnie (思い出のマーニー?, Omoide no Mānī)                                             | 19 luglio 2014   | Hiromasa Yonebayashi | Hiromasa Yonebayashi, Keiko Niwa, Masashi Ando | Takatsugu Muramatsu | 3 530 000 000 ¥  |
| 22 |      | Earwig e la strega (アーヤと魔女?, Āya to majo)                                                     | 30 dicembre 2020 | Gorō Miyazaki        | Keiko Niwa, Emi Gunji                          | Satoshi Takebe      | 45 000 000 ¥     |
| 23 |      | Il ragazzo e l'airone (君たちはどう生きるか?, Kimi-tachi wa dō ikiru ka)                            | 14 luglio 2023   | Hayao Miyazaki       | Hayao Miyazaki                                 | Joe Hisaishi        | 24 645 762 000 ¥ |

### Serie TV
- Ronja, la figlia del brigante (in co-produzione con Polygon Pictures)

### Cortometraggi
- Ghiblies (2000) (film per la televisione)
- Koro no dai-sanpo (2001) (proiettato al museo Ghibli)
- Kujiratori (2001) (proiettato al museo Ghibli)
- Ghiblies Episode 2 (2002) (proiettato nei cinema con La ricompensa del gatto)
- Mei to Konekobasu (2002) (proiettato al museo Ghibli)
- Kūsō no kikaitachi no naka no hakai no hatsumei (2002) (proiettato al museo Ghibli)
- Kūsō no sora tobu kikaitachi (2002) (proiettato al museo Ghibli)
- Mizugumo Monmon (2006) (proiettato al museo Ghibli)
- Yadosagashi (2006) (proiettato al museo Ghibli)
- Hoshi o katta hi (2006) (proiettato al museo Ghibli)
- Taneyamagahara no yoru (2006)
- Iblard jikan (2007)
- Chū zumō (2010) (proiettato al museo Ghibli)
- Pandane to tamago hime (2010) (proiettato al museo Ghibli)
- Takara sagashi (2011) (proiettato al museo Ghibli)
- Giant God Warrior Appears in Tokyo (2013) (proiettato al Museo di Arte Contemporanea di Tokyo)
- Kemushi no Boro (2018) (proiettato al museo Ghibli)
- Zen - Grogu and Dust Bunnies (2022) (prodotto in collaborazione con Lucasfilm, è uno spinoff della serie The Mandalorian)

### Videoclip
- On Your Mark (1994) (per l'omonima canzone di Chage & Aska diretto da Hayao Miyazaki)
- Portable Airport (2004) (creato dallo Studio Kajino per i Capsule e diretto da Yoshiyuki Momose)
- Space station No. 9 (2004) (creato dallo Studio Kajino per i Capsule e diretto da Yoshiyuki Momose)
- Flying City Plan (2005) (creato dallo Studio Kajino per i Capsule e diretto da Yoshiyuki Momose)
- Dore Dore no uta (2005) (per l'omonima canzone di Meiko Haigō diretto da Osamu Tanabe)
- Piece (2009) (per l'omonima canzone di Yui Aragaki diretto da Yoshiyuki Momose)
- Spinning Globe (2023) (per l'omonima canzone di Kenshi Yonezu, tema musicale del film Ghibli Il ragazzo e l'airone. È diretto da Daisuke Shimada)

### Pubblicità
- Sora iro no tane (1992)
- Nandarō (1992)
- Kinyou roadshow opening (1997)
- Shop-One (2000)
- Umacha (2001)
- Risona Bank (2003)
- Ouchi de Tabeyou (versione estiva) (2003)
- Ouchi de Tabeyou (versione invernale) (2004)
- Yomiuri Shimbun
- KNB Yumedegi
- Nisshin Seifun (2010)

### Videogiochi
- Jade Cocoon (1998)
- Jade Cocoon 2 (2001)
- Magic Pengel: The Quest for Color (2002)
- Ni no kuni: La minaccia della Strega Cinerea (2011)
- Ni no kuni II: Il destino di un regno (2018)
- Ni no kuni: Cross Worlds (2021)

### Cooperazioni
- Yanagawa horiwari monogatari (1987) (documentario di Isao Takahata)
- Ozanari Dungeon (1991) (alcune animazioni per la versione OAV)
- Shiki-Jitsu (2000) (diretto da Hideaki Anno e prodotto dallo Studio Kajino)
- Satorare (2001) (film live action co-prodotto dallo Studio Ghibli e diretto da Katsuyuki Motohiro)
- Ghost in the Shell - L'attacco dei cyborg (2004) (co-produzione con Production I.G)
- La tartaruga rossa (La tortue rouge), regia di Michaël Dudok de Wit (2016) (in co-produzione con Wild Bunch)

### Contributi
- Memories (1995) (fotografia nella sequenza Cannon Fodder)
- Neon Genesis Evangelion (1995) (episodio 11)
- Card Captor Sakura - The Movie (1997) (effetti speciali)
- Gekijōban Cardcaptor Sakura: Fūin sareta card (2000) (effetti speciali)
- Il principe del tennis (2001) (animazione per il film)
- .hack//Liminality vol. 1 (2003) (animazione)
- IGPX (2005) (animazione)
- Le Chevalier D'Eon (2006) (animazione)
- Sfondamento dei cieli Gurren Lagann (2007) (rifiniture animazioni)

## Altri media

### Documentari sullo Studio Ghibli
- Il regno dei sogni e della follia (2014)
- Never-Ending Man: Hayao Miyazaki (2016)
- Miyazaki – 10 anni di magia (2019)
- Hayao Miyazaki e l'Airone (2024)